# Cristóbal Linares de Butrón

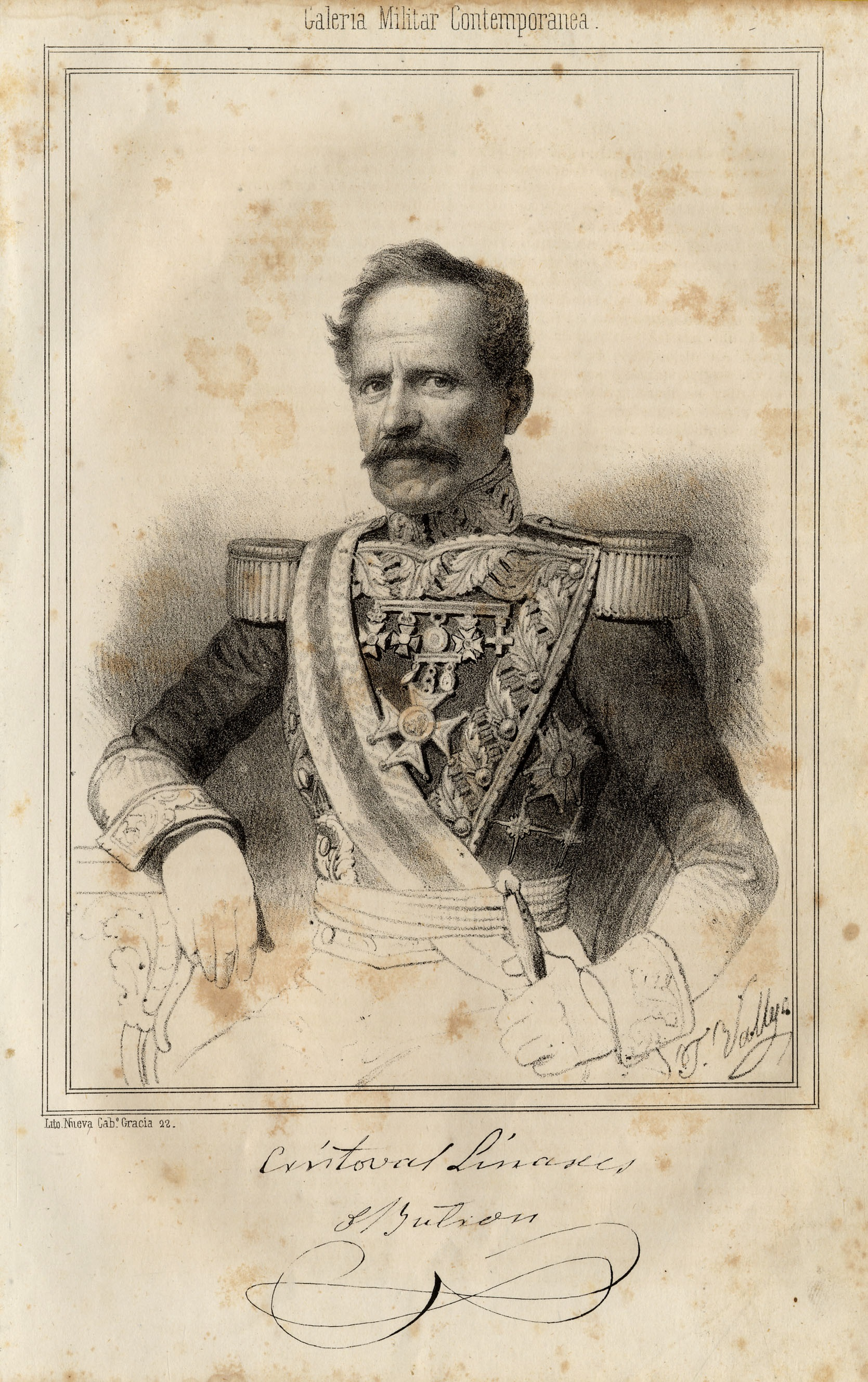
José Vallejo y Galeazo, retrato de Cristóbal Linares de Butrón. Litografía Nueva. Ilustración de Galería militar contemporánea: colección de biografías y retratos de los generales... en los ejércitos liberal y carlista durante la última guerra civil: con una descripción de las campañas del Norte y Cataluña..., Madrid, 1846.

Cristóbal Linares de Butrón, nacido en San Roque (Cádiz) el 10 de noviembre de 1790 y fallecido en 1855, fue un militar español, mariscal de campo y caballero gran cruz de la Orden de San Hermenegildo (1843).

## Biografía
Hijo de Salvador de Linares y de Santa Marta y de Catalina de Butrón y de Serón, con tradición militar, ingresó como cadete de infantería en el batallón de cazadores de Barbastro en noviembre de 1805. En 1807 fue destinado con su batallón al Ejército de Operaciones de Portugal, aliado de Napoleón conforme a los términos del Tratado de Fontainebleau y, encontrándose de guarnición en Oporto, llegó la noticia del levantamiento contra los franceses.
Con las tropas huidas hacia España, ante la pasividad del general Juan Carrafa de la Rocella, comandante de las tropas expedicionarias españolas, pasó a Galicia y unido a los cazadores de Barbastro se incorporó al Ejército de Galicia organizado por el brigadier Joaquín Blake. En el curso de la Guerra de la Independencia española participó en numerosas acciones de armas. En una de ellas, en 1811 fue hecho prisionero en Olivenza, de donde se fugó reincorporándose a su compañía. Con el ejército del príncipe de Anglona entró en Francia a comienzos de 1814. Terminada la guerra, volvió a España con graduación de capitán de compañía. En 1815 fue ascendido a teniente coronel de infantería, incorporándose luego a la guardia valona.
Con grado de segundo teniente del segundo regimiento de la Guardia Real participó en el golpe de Estado absolutista del 7 de julio de 1822, quedando comprendido entre los oficiales nominalmente emplazados a comparecer en la causa abierta por el fiscal Evaristo Fernández de San Miguel por aquellos sucesos, acusado de los delitos de «sedición militar y de conspiración contra el sistema constitucional». Pero antes de ser detenido logró fugarse a Gibraltar donde permaneció hasta que, descomponiéndose el sistema liberal, se incorporó a un batallón de la Guardia Real creado en Andalucía y, restaurado el absolutismo, fue ascendido sucesivamente a teniente y capitán de la Guardia Real en 1824.
Durante la Década Ominosa, disuelta la guardia valona e integrada en la Guardia Real, ascendió hasta el grado de teniente coronel del primer regimiento, reconociéndosele además el grado de coronel de infantería. A la muerte de Fernando VII se mantuvo leal a Isabel II y combatió a los carlistas. Destinado en Barcelona en 1833 como segundo jefe de su regimiento, el capitán general de Cataluña Manuel Llauder le encomendó el mando de una compañía volante de granaderos de la Guardia Real para sofocar los primeros atisbos de rebelión en las montañas del Principado. Pasó luego con la misma compañía de quinientos granaderos y veintisiete jinetes a Aragón, donde en diciembre se enfrentó en Calanda al barón de Hervés, situado al frente de una fuerza carlista superior en número, derrotándolo y haciéndolo prisionero. Linares de Butrón fue por esta acción ascendido a brigadier, dándosele el mando de una brigada de mil cuatrocientos infantes, cien caballos y dos piezas de montaña, con la que marchó a Sos para entrar desde allí a Navarra, donde en Lumbier, en Muez y en Erice (batalla de Gulina), a las órdenes Vicente Genaro de Quesada, combatió a las tropas de Tomás de Zumalacárregui.
En febrero de 1835 cayó gravemente enfermo, lo que le obligó a abandonar el servicio de armas, retirándose a San Roque para convalecer de su enfermedad. Reintegrado en el Ejército, en abril de 1839 fue nombrado comandante general de la provincia de Huelva, de donde pasó al año siguiente con el mismo cargo a la de Tarragona. En ese puesto se unió al levantamiento militar que puso fin a la Regencia de Espartero, recompensado con el ascenso a mariscal de campo el 1 de julio de 1843. Sus siguientes destinos fueron la comandancia del Campo de Gibraltar, en 1844, a las órdenes del comandante general, gobernador militar de Madrid y segundo cabo de Castilla la Nueva en 1847, año en que recibió la llave de gentilhombre de cámara de la reina, gobernador militar de Ceuta, comandante general del Campo de Gibraltar y finalmente director general de Sanidad Militar en 1854, con destino en Madrid.